# 7時半だよクレージー
『7時半だよクレージー』（しちじはんだよクレージー）は、1963年4月15日から1964年12月28日までフジテレビ系列で放送されていたフジテレビ製作のバラエティ番組である。竹岸畜産工業（現・プリマハム）の一社提供。放送時間は毎週月曜 19:30 - 20:00 （日本標準時）。

## 概要
フジテレビ開局年の1959年から放送されていた『おとなの漫画』の姉妹番組にして、同年9月から1961年6月まで同局で放送されていた『クレージーキャッツショー』のリバイバル版。オリジナルと同様に、ハナ肇とクレージーキャッツが出演していた。『おとなの漫画』のハイライトシーンを選り抜いて30分に構成し直していたが、単なる再放送ではなく、作者・青島幸男による奇想天外なブリッジで同番組4本分を30分番組にしたものである。放送開始10日前の1963年4月5日にサンケイ新聞に掲載された広告で「TVマンガ」と紹介されていたが、実際にはアニメではなかった。
神奈川県横浜市にある放送ライブラリーには、この番組のオープニング映像が保存されている。このオープニングは、当時日本天然色映画に所属していた椙山三太と高杉治朗が手掛け、全日本シーエム放送連盟主催の第4回 ACC CM FESTIVAL で秀作賞を受賞した。音楽はクレージーキャッツの桜井センリが担当した。